# جورج ئی. چمبرلین
جورج ارل چمبرلین سینیور (به انگلیسی: George Earle Chamberlain, Sr.) سناتور سابق عضو حزب دموکرات ایالات متحده آمریکا بود. وی در سال ۱۹۰۹ تا ۱۹۲۱ میلادی سناتور ایالت اورگن در سنای ایالات متحده آمریکا بود.